# Mikroregion Čebínka
Mikroregion Čebínka je svazek obcí v okresu Brno-venkov, jeho sídlem je Tišnov a jeho cílem je regionální rozvoj obecně. Sdružuje celkem 7 obcí a byl založen v roce 2002.

## Obce sdružené v mikroregionu
- Čebín
- Drásov
- Hradčany
- Malhostovice
- Sentice
- Skalička
- Všechovice